# Круглич, Геннадий Михайлович
Генна́дий Миха́йлович Круглич (укр. Геннадій Михайлович Круглич; 1 августа 1925, Белая Церковь — 6 января 2000, Киев) — советский украинский рабочий, передовик производства, слесарь механосборочных работ Киевского завода автоматики имени Г. И. Петровского Министерства судостроительной промышленности СССР. Герой Социалистического Труда (1966). Депутат Верховного Совета УССР 7—10-го созывов. Член ЦК КПУ (1976—1986).

## Биография
Родился 1 августа 1925 года в рабочей семье в городе Белая Церковь. В 1941 году окончил ремесленное училище. Получил среднее специальное образование. Весной 1941 года работал токарем на харьковском заводе «Серп и молот». После начала Великой Отечественной войны эвакуировался в город Первоуральск Свердловской области, где работал токарем на Новотрубном заводе.
В 1945 году возвратился в Киев и работал на Киевском заводе автоматики имени Г. И. Петровского Министерства судостроительной промышленности СССР (по режимным соображениям в те годы часто официально назывался Киевским механосборочным заводом). Работал токарем, слесарем механосборочных работ.
В 1966 году удостоен звания Героя Социалистического Труда за выдающиеся трудовые достижения. В 1968 году вступил в КПСС.
Написал в соавторстве книгу «Мастер на все руки», которая вышла в 1986 году.
После выхода на пенсию проживал в Киеве. Умер 6 января 2000 года. Похоронен в Киеве на Берковецком кладбище.

## Награды
- Герой Социалистического Труда — указом Президиума Верховного Совета СССР от 25 июля 1966 года
- Орден Ленина
- Орден Трудового Красного Знамени